# Bildkonst

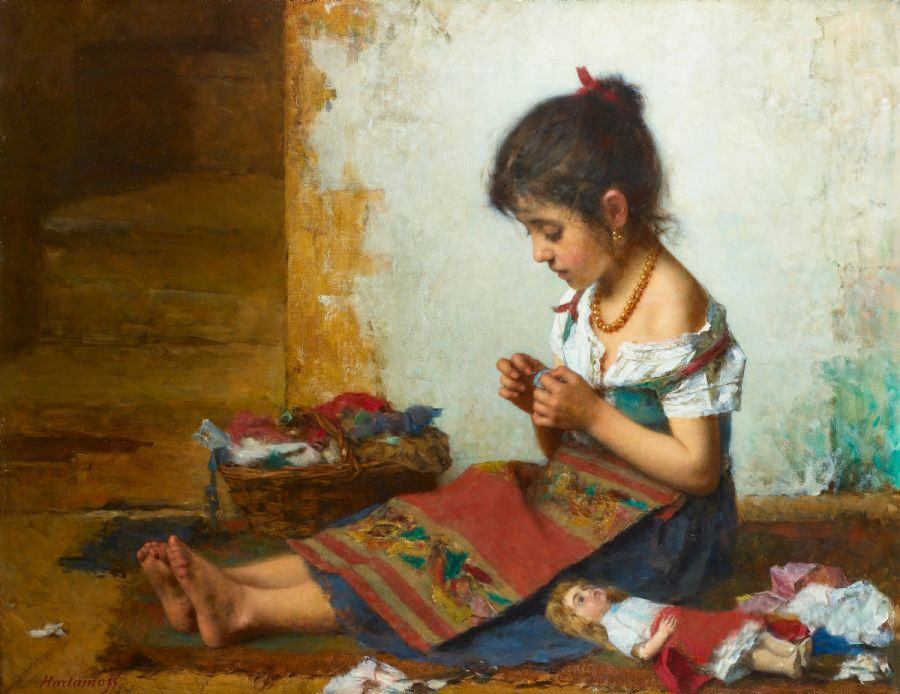
Bildkonst i form av målning.

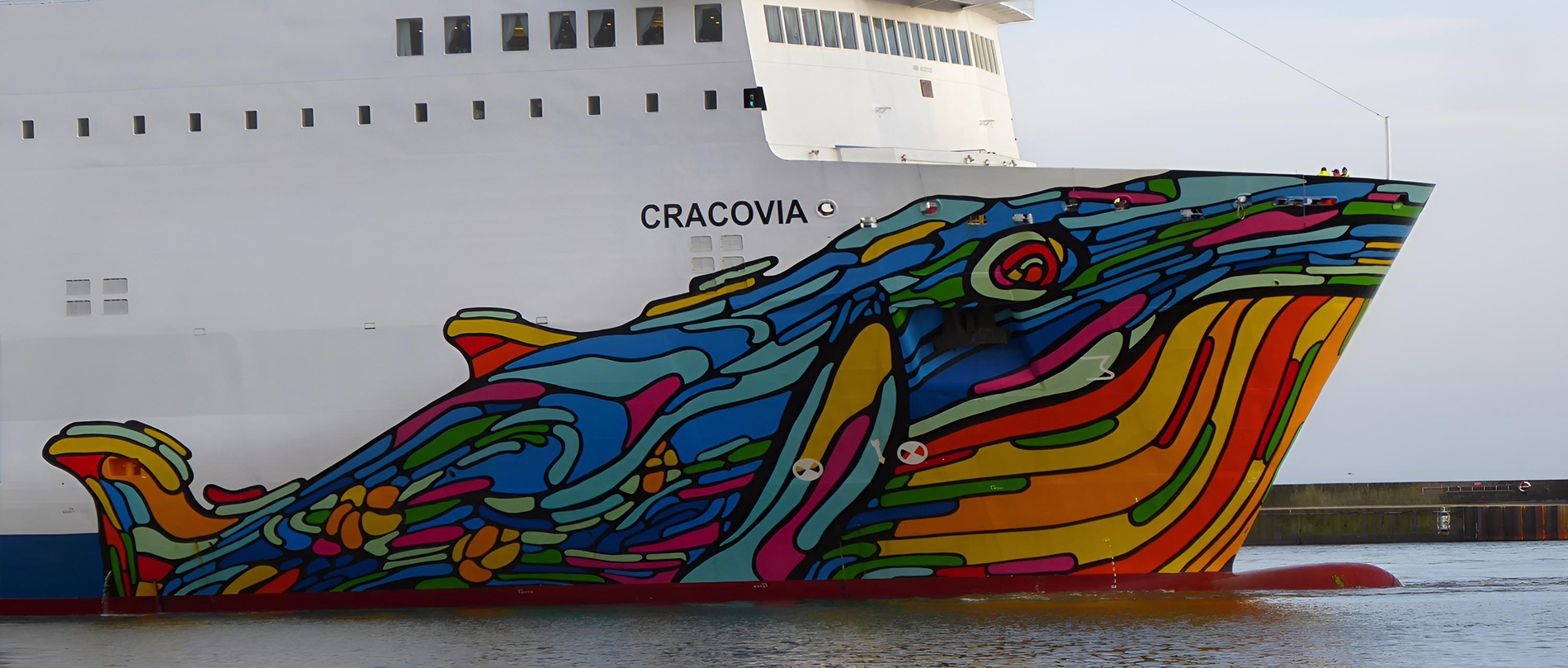
Bildkonst i stort format – den polska konstnären Mariusz Waras målning av en val på fören av M/S Cracovia.

Med bildkonst avses traditionellt måleri, teckning, grafik och skulptur. Ibland räknas också fotografi och film hit. Bildkonst räknas både till de fria konsterna och de sköna konsterna. Begreppet konst används ofta synonymt med bildkonst, ibland kompletterat med arkitektur och konsthantverk.

## Grenar
Konstnärligt bildskapande brukar vanligtvis delas in i någon av följande kategorier:
- Föreställande bilder
- Abstrakta bilder
- Imaginära bilder